# Vipra de Mágada
Vipra foi um rei semilendário da dinastia de Briadrata que governou sobre Mágada em sucessão de Serutanjaia, seu pai. Reinou entre 1 061 e 1 039 a.C., segundo algumas reconstituições. Foi sucedido por seu filho Suchi.